# Ministerio de Desarrollo Local (El Salvador)
El Ministerio de Desarrollo Local es la entidad gubernamental encargada de llevar obras de inversión e infraestructura a los municipios del país. Dicha entidad fue creada por el presidente Nayib Bukele como un nuevo ministerio que formaría parte de su gabinete.
El Ministerio de Desarrollo Local ha sido conformado a partir del Fondo de Inversión Social para el Desarrollo Local de El Salvador (FISDL), una entidad autónoma nacida en 1990. Por el momento, el Ministerio realiza sus acciones desde el FISDL mientras ésta se adecúa para convertirse en dicho ministerio.
Su actual titular es la excombatiente del FMLN María Chichilco.